# Термодинамічні процеси
Термодинамі́чний проце́с — це сукупність послідовних станів, через які проходить термодинамічна система при взаємодії її з навколишнім середовищем. При цьому усі або частина параметрів зазнають змін. Ці зміни параметрів відбуваються таким чином, щоб система прямувала до стану рівноваги.
У всякому термодинамічному процесі змінюються параметри, що визначають стан тіла (системи тіл). Наприклад, при збільшенні тиску на газ, відбувається зменшення його об'єму; при збільшенні температури стрижня, він видовжується тощо.

## Рівняння стану системи
Основні термодинамічні параметри стану p, v і T однорідного тіла залежать один від одного і взаємно пов'язані математичним рівнянням виду:
{\displaystyle F(p,v,T)=0,}
яке у термодинаміці називають рівнянням стану. Якщо відоме рівняння стану, то для визначення стану найпростіших систем — однорідних і сталих у часі, масі і складу — достатньо знати дві незалежні змінні з трьох:
{\displaystyle p=f_{1}(v,T);v=f_{2}(p,T);T=f_{3}(p,v).}
Якщо зовнішні умови, у яких перебуває термодинамічна система змінюються, то змінюється і стан системи.
Під рівноважним станом тіла мають на увазі такий, при якому у всіх точках його об'єму тиск, температура, питомий об'єм і всі інші фізичні властивості є однаковими.

## Види термодинамічних процесів
Процес зміни станів системи може бути рівноважним і нерівноважним, круговим оборотним і круговим необоротним.
- рівноважний (квазістатичний) процес — процес, при якому тіло (система тіл) проходить неперервний ряд рівноважних станів.
- нерівноважний термодинамічний процес — термодинамічний процес, за якого система знаходиться не в рівновазі з оточенням;
- круговий процес або термодинамічний цикл — процес, при якому фізична система (наприклад, пара), зазнавши ряд змін, повертається у вихідний стан.
- оборотний/необоротний круговий процес — процес, за якого система може/не може повернутись у початковий стан без того, аби у навколишньому середовищі відбулись які-небудь зміни. Такі кругові процеси, при яких система повертається у початковий стан, а в навколишньому середовищі відбуваються необоротні зміни є необоротним.

Термодинаміка у першу чергу розглядає рівноважні стани і рівноважні процеси зміни стану термодинамічної системи, котрі можуть бути описані кількісно за допомогою рівнянь стану. Найпростішими рівняннями стану є рівняння Менделєєва-Клапейрона, Ван дер Ваальса тощо.
Рівноважний процес можливо здійснити лише при нескінченно повільній зміні зовнішніх умов. Отже, реальні процеси, що зазвичай є нерівноважними, можуть лише з певними допущеннями наближатись до рівноважних, ніколи з ними не збігаючись. Нерівноважність реальних процесів обумовлюється у першу чергу тим, що під впливом зовнішніх умов їх перебіг відбувається з певними швидкостями і у робочому тілі не встигає наступити рівноважний стан.

## Графічне представлення
З математичної точки зору рівняння стану у тривимірній системі координат p, V, T описує деяку поверхню, що носить назву «термодинамічна поверхня». Будь-який довільно обраний рівноважний стан зображається на термодинамічній поверхні точкою, а сукупність цих точок при неперервній зміні стану — кривою, що є зображенням рівноважного процесу. Для спрощення сприйняття зображення процесів подають не самими кривими а їх проєкціями на площини у прямокутній системі координат.
Якщо термодинамічну поверхню розрізати площинами, паралельними до координатних площин та на них можна отримати наступні криві (діаграми) ізопроцесів:
- переріз площиною V = const дає лінію (ізохору), що характеризує залежність p-T за сталого об'єму;
- переріз площиною p = const дає лінію (ізобару), що характеризує залежність V-T за сталого тиску;
- переріз площиною T = const дає лінію (ізотерму), що характеризує залежність p-V за сталої температури.

При вивченні термодинамічних процесів великий інтерес викликають так звані замкнуті (колові) процеси, у яких система після проходження низки послідовних станів, повертається до початкового. Такий процес називають термодинамічним циклом

## Приклади рівноважних термодинамічних процесів
- Ізотермічний процес, при якому температура системи не змінюється (T = const).
- Ізохоричний процес, який відбувається при сталому об'ємі (V = const).
- Ізобаричний процес, який відбувається при сталому тиску в системі (p = const).
- Адіабатичний процес, який відбувається без теплообміну із зовнішнім середовищем.
- Ізоентропійний процес, який відбувається за незмінної ентропії.

Діаграми типових термодинамічних процесів у p-V-координатах:

Ізотермічний процес
Ізобаричний процес
Адіабатичний процес
Ізохоричний процес